# I-26 (tàu ngầm Nhật)
I-26 là một tàu ngầm tuần dương lớp Type-B (巡潜乙型潜水艦 Junsen Otsu-gata sensuikan) được Hải quân Đế quốc Nhật Bản chế tạo trong giai đoạn ngay trước Chiến tranh Thế giới thứ hai. Nhập biên chế năm 1941, nó đã tham gia cuộc tấn công Trân Châu Cảng, rồi sau đó tuần tra dọc bờ biển phía Tây Hoa Kỳ, Canada, Australia và Ấn Độ Dương, tham gia các Chiến dịch K, quần đảo Aleut và quần đảo Mariana cũng như trong trận Hải chiến vịnh Leyte. I-26 nổi bật vì đã đánh chìm tàu buôn Hoa Kỳ đầu tiên trong chiến tranh, gây hư hại cho tàu sân bay USS Saratoga và đánh chìm tàu tuần dương hạng nhẹ USS Juneau. I-26 xếp thứ ba trong số các tàu ngầm Nhật Bản có thành tích cao nhất trong Thế Chiến II, khi đánh chìm 51.500 tấn tải trọng tàu đối phương. I-26 mất tích tại khu vực Leyte, Philippines, có thể bị các tàu hộ tống khu trục USS Coolbaugh và USS Richard M. Rowell đánh chìm vào ngày 26 tháng 10, 1944.

## Thiết kế và chế tạo

### Thiết kế
Tàu ngầm Type B được cải tiến từ phân lớp KD6 của lớp tàu ngầm Kaidai dẫn trước, và được trang bị một thủy phi cơ nhằm tăng cường khả năng trinh sát. Chúng có trọng lượng choán nước 2.631 tấn (2.589 tấn Anh) khi nổi và 3.713 tấn (3.654 tấn Anh) khi lặn, lườn tàu có chiều dài 108,7 m (356 ft 8 in), mạn tàu rộng 9,3 m (30 ft 6 in) và mớn nước sâu 5,1 m (16 ft 9 in). Con tàu có thể lặn sâu đến 100 m (328 ft), và có một thủy thủ đoàn đầy đủ bao gồm 94 sĩ quan và thủy thủ.
Type B1 trang bị hai động cơ diesel Kampon Mk.2 Model 10 công suất 6.200 mã lực phanh (4.623 kW), mỗi chiếc vận hành một trục chân vịt. Khi lặn, mỗi trục được vận hành bởi một động cơ điện công suất 1.000 mã lực (746 kW). Khi di chuyển trên mặt nước nó đạt tốc độ tối đa 23,6 hải lý trên giờ (43,7 km/h; 27,2 mph) và 8 hải lý trên giờ (15 km/h; 9,2 mph) khi lặn dưới nước, tầm xa hoạt động của Type B1 là 14.000 hải lý (26.000 km; 16.000 mi) ở tốc độ 16 hải lý trên giờ (30 km/h; 18 mph), và có thể lặn xa 96 nmi (178 km; 110 mi) ở tốc độ 3 hải lý trên giờ (5,6 km/h; 3,5 mph).
Những chiếc Type B1 có sáu ống phóng ngư lôi 53,3 cm (21,0 in), tất cả được bố trí trước mũi, và mang theo tổng cộng 17 quả ngư lôi Kiểu 95. Vũ khí trên boong tàu bao gồm khẩu hải pháo 14 cm (5,5 in), và hai pháo phòng không 25 mm Type 96. Hầm chứa máy bay được tích hợp vào tháp chỉ huy và hướng ra phía trước. Máy phóng máy bay được bố trí hướng ra phía trước, trong khi khẩu hải pháo trên boong đặt phía sau. Cách sắp xếp này giúp chiếc thủy phi cơ Yokosuka E14Y tận dụng tốc độ hướng ra trước của con tàu khi được phóng lên.

### Chế tạo
I-26 được đặt lườn như là chiếc Tàu ngầm số 139 tại Xưởng vũ khí Hải quân Kure ở Kure vào ngày 7 tháng 6, 1938. Nó được đổi tên thành I-27 đồng thời được hạ thủy vào ngày 10 tháng 4, 1940, rồi đổi tên thành I-26 vào ngày 1 tháng 11, 1941. Con tàu hoàn tất và nhập biên chế vào ngày 6 tháng 11, 1941, dưới quyền chỉ huy của Trung tá Hải quân Yokota Minoru.

## Lịch sử hoạt động

### 1941
Ngay khi nhập biên chế, I-26 được phối thuộc cùng Quân khu Hải quân Yokosuka. Vào ngày 31 tháng 10, 1941, nó được điều động vào Đội tàu ngầm 4, thuộc Hải đội Tàu ngầm 1 trực thuộc Đệ Lục hạm đội. Vào ngày 10 tháng 11, bên trên soái hạm Katori, Phó đô đốc Shimizu Mitsumi, Tư lệnh Đệ Lục hạm đội, công bố Kế hoạch Z, là kế hoạch tấn công căn cứ Trân Châu Cảng của Hải quân Hoa Kỳ, mở màn cho cuộc xung đột tại Thái Bình Dương. Cùng vào ngày này, I-26 cùng với tàu ngầm I-10 được điều về Đơn vị Trinh sát Đệ Lục hạm đội, có nhiệm vụ trinh sát khu vực quần đảo Aleut. Nó đi đến Yokosuka vào ngày 12 tháng 11 để chuẩn bị, chất hàng tiếp liệu trong hầm chứa máy bay thay vì thủy phi cơ, và chỉ mang theo mười quả ngư lôi Kiểu năm thứ 6.

#### Chuyến tuần tra thứ nhất
Rời Yokosuka vào ngày 19 tháng 11, I-26 hướng sang quần đảo Aleut để trinh sát tàu bè, trước khi tiếp tục tuần tra tại vùng biển giữa San Francisco, California và quần đảo Hawaii. Nó đã trinh sát các đảo Attu, Kiska và Adak từ ngày 26 đến ngày 28 tháng 11, và Dutch Harbor gần đảo Unalaska trong ngày 29 tháng 11. Không tìm thấy tàu chiến Hoa Kỳ trong khu vực, nó hướng sang khu vực tuần tra được chỉ định ở khoảng tọa độ 28°00′B 141°30′T / 28°B 141,5°T. Trên đường đi vào ngày 2 tháng 12, nó nhận được thông điệp từ Hạm đội Liên hợp: "Leo núi Niitaka 1208" (tiếng Nhật: Niitakayama nobore 1208), là mật lệnh cho biết chiến sự với Khối Đồng Minh sẽ bắt đầu vào ngày 8 tháng 12 (theo giờ Nhật Bản, tức ngày 7 tháng 12 tại Hawaii bên kia đường đổi ngày).

#### Đánh chìm SSCynthia Olson
Tại vị trí 300 nmi (560 km) ngoài khơi San Francisco vào ngày 6 tháng 12, I-26 bắt gặp tàu chở hàng SS Cynthia Olson (2.140 tấn), vốn được Lục quân Hoa Kỳ thuê đang trong hành trình chở hàng tiếp liệu quân đội từ Tacoma, Washington đến Honolulu, Hawaii. Được chỉ thị không được nổ súng trước 03 giờ 30 phút (giờ Nhật Bản) ngày 8 tháng 12 (tức 08 giờ 00 ngày 7 tháng 12 giờ Hawaii), I-26 chỉ theo dõi hướng đi và vận tốc của Cynthia Olson, rồi trồi lên mặt nước lúc chiều tối và đón đầu để có thể tấn công mục tiêu vào lúc bình minh ngày hôm sau.

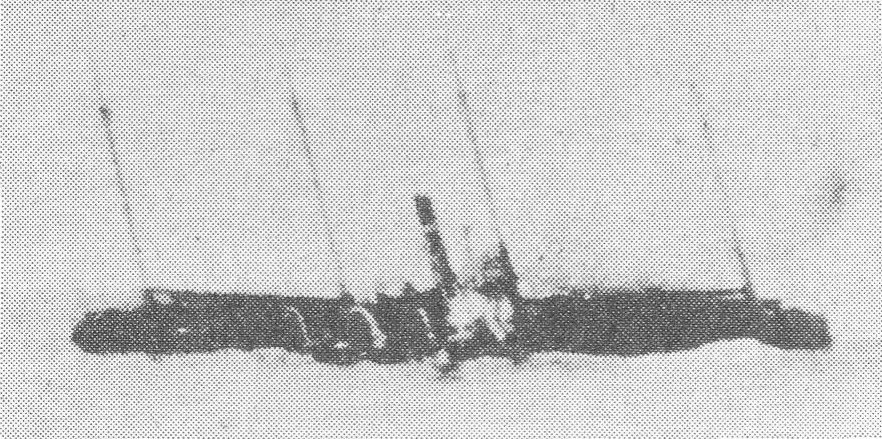
đang đắm vào ngày 7 tháng 12, 1941, ảnh chụp bởi thủy thủ trên chiếc I-26.

Đến bình minh ngày 7 tháng 12, I-26 tìm thấy Cynthia Olson đúng tại vị trí dự đoán, xác định quốc tịch con tàu, và đến đúng giờ quy định đã trồi lên mặt nước rồi bắn một phát đạn pháo cảnh báo. Thủy thủ đoàn của Cynthia Olson đánh tín hiệu cầu cứu rồi bỏ tàu trên hai chiếc xuồng cứu sinh. I-26 nả 18 phát đạn pháo 140 mm (5,5 in) nhắm vào Cynthia Olson ở khoảng cách 1.000 yd (910 m), khiến mục tiêu bốc cháy, và 20 phút sau đó I-26 lặn xuống và phóng một quả ngư lôi từ khoảng cách 450 yd (410 m), nhưng bị trượt. I-26 nổi trở lên mặt nước và tiếp tục bắn thêm 29 phát đạn pháo trong hai giờ tiếp theo trước khi bỏ đi.  Năm giờ sau khi bị tấn công, Cynthia Olson đắm ở vị trí khoảng 900 nmi (1.700 km) về phía Đông Bắc Hawaii, tại tọa độ 33°42′B 145°29′T / 33,7°B 145,483°T, trở thành tàu buôn Hoa Kỳ đầu tiên bị đánh chìm sau khi Hoa Kỳ bước vào cuộc xung đột, và cũng là tàu buôn Hoa Kỳ đầu tiên bị một tàu ngầm Nhật Bản đánh chìm. Tàu biển chở hành khách Hoa Kỳ SS Lurline đã bắt được tín hiệu SOS của Cynthia Olson từ một khoảng cách xa. Vào ngày 8 tháng 12, tàu ngầm I-19 đã bắt gặp những người sống sót của Cynthia Olson, bao gồm 33 thủy thủ và hai quân nhân, và đã cung cấp thực phẩm cho họ; nhưng sau đó không có bất kỳ tin tức nào khác về những người trên Cynthia Olson.
Đến ngày 10 tháng 12, tàu ngầm I-6 báo cáo phát hiện một lực lượng đặc nhiệm Hoa Kỳ, bao gồm một tàu sân bay lớp Lexington cùng hai tàu tuần dương, đang từ Oahu di chuyển lên hướng Đông Bắc. Do đó Phó đô đốc Mitsumi tư lệnh Đệ Lục hạm đội bên trên soái hạm Katori tại Kwajalein thuộc quần đảo Marshall, ra lệnh cho I-26 cùng các tàu ngầm khác thuộc Hải đội Tàu ngầm 1 rời khu vực tuần tra để truy tìm hạm đội đối phương; tuy nhiên nó đã không tìm thấy đối thủ.

#### Tuần tra dọc bờ Tây Hoa Kỳ
Vào ngày 13 tháng 12, Đại bản doanh Nhật Bản ra lệnh cho các tàu ngầm thuộc Đệ Lục hạm đội tiến hành bắn phá dọc vùng bờ Tây Hoa Kỳ. Vì vậy Đệ Lục hạm đội huy động I-26 cùng với I-9, I-10, I-15, I-17, I-19, I-21, I-23 và I-25, mỗi chiếc sẽ bắn 30 quả đạn pháo xuống các mục tiêu dọc bờ Tây vào chiều tối ngày 25 tháng 12, dưới sự chỉ huy chung của Chuẩn đô đốc Tsutomu Sato, Tư lệnh Hải đội Tàu ngầm 1 bên trên soái hạm I-9. Vì vậy I-26 bắt đầu lên đường vào ngày 14 tháng 12, đi đến khu vực tuần tra được chỉ định tại eo biển Juan de Fuca ngoài khơi mũi Flattery, Washington gần Seattle vào ngày 20 tháng 12. Nó phát hiện nhiều tàu bè, nhưng không thể tấn công do biển động và tầm nhìn kém.
Vào ngày 22 tháng 12, Đô đốc Yamamoto Isoroku, Tổng tư lệnh Hạm đội Liên hợp, ra lệnh trì hoãn đợt bắn phá cho đến ngày 27 tháng 12, Đến ngày 27 tháng 12, Chuẩn đô đốc Sato quyết định hủy bỏ kế hoạch bắn phá, vì hầu hết các tàu ngầm tham gia bị thiếu hụt nhiên liệu, đối phương bắt đầu tăng cường tuần tra bằng máy bay và tàu chiến, cũng như lo ngại việc bắn phá các thành phố đông dân cư như San Francisco và Los Angeles, California sẽ gây thương vong lớn cho thường dân. Vì vậy I-26 kết thúc chuyến tuần tra khi về đến Kwajalein vào ngày 11 tháng 1, 1942.

### 1942
Đang khi ở lại căn cứ Kwajalein, I-26 cùng với I-15, I-17 và I-23 được tiếp liệu, và lần đầu tiên được trang bị ngư lôi Type 95. Có nguồn cho rằng I-26 có chuyến đi đến Yokosuka và quay trở lại Kwajalein trong tháng 1, 1942 để lắp đạt thiết bị mới và huấn luyện. Trong khi nó ở lại Kwajalein, Lực lượng Đặc nhiệm 8 Hoa Kỳ, vốn hình thành chung quanh tàu sân bay USS Enterprise và do Phó đô đốc William Halsey Jr. chỉ huy, đã tiến hành không kích xuống Kwajalein và Wotje vào ngày 1 tháng 2. Bom đã ném trúng và gây hư hại cho soái hạm Katori của Đệ Lục hạm đội, và khiến đô đốc tư lệnh Mitsumi bị thương. Vào lúc diễn ra cuộc không kích, I-26 đang neo đậu cạnh I-23 và đã tìm cách chống trả bằng hỏa lực pháo phòng không 25-mm, nhưng khẩu súng kẹt đạn. Sau cuộc tấn công, chiếc tàu ngầm tham gia cùng I-9, I-15, I-17, I-19, I-23, I-25, Ro-61 và Ro-62 vào cuộc truy đuổi lực lượng đặc nhiệm đối phương nhưng bất thành.

#### Chiến dịch K-1
Sau khi truy tìm Enterprise không có kết quả, I-15, I-19, I-23 và I-26 được gọi quay trở lại Kwajalein vào ngày 3 tháng 2 để tiến hành Chiến dịch K-1, một kế hoạch ném bom Trân Châu Cảng. Hai thủy phi cơ Kawanishi H8K "Emily" sẽ xuất phát từ đảo Wotje thuộc quần đảo Marshall để bay đến bãi đá Frigate Pháp thuộc quần đảo Tây Bắc Hawaii, rồi sau khi được tiếp nhiên liệu từ các tàu ngầm I-15, I-19 và I-26 chúng sẽ tiếp tục bay đến Trân Châu Cảng cách 500 nmi (930 km) về phía Tây Nam. I-23 sẽ tuần tra phía Nam Hawaii để trinh sát thời tiết và phục vụ tìm kiếm và giải cứu nếu những thủy phi cơ buộc phải hạ cánh khẩn cấp; trong khi đó I-9 vốn chưa quay về Kwajalein sẽ phục vụ như cột mốc vô tuyến giữa Wotje và đá Frigate Pháp, trợ giúp dẫn đường các máy bay trong chặng đầu tiên của hành trình. I-26 đi đến Kwajalein vào ngày 5 tháng 2, nơi nó cùng I-15 và I-19 để lại các thủy phi cơ Yokosuka E14Y1 của chúng trên bờ, lấy chỗ lắp đặt sáu thùng chứa xăng máy bay để tiếp nhiên liệu cho những chiếc Kawanishi H8K.
I-26 xuất phát từ Kwajalein vào ngày 20 tháng 2 để đi sang bãi cạn Frigate Pháp nhằm tiến hành Chiến dịch K-1. Sau khi đi đến nơi vào ngày 4 tháng 3, I-26 làm nhiệm vụ canh phòng trong khi I-15 cùng I-19 tiếp nhiên liệu cho hai thủy phi cơ H8K bay đến vào lúc chiều tối. Hai chiếc máy bay tiếp tục hành trình đến Hawaii, và vào sáng sớm ngày 5 tháng 3, chúng đã ném tám quả bom 250 kg (550 lb) xuống Honolulu trước khi quay trở lại quần đảo Marshall; cuộc không kích chỉ gây hư hại nhẹ và không có tổn thất nhân mạng. Hoàn thành nhiệm vụ, I-15, I-19 và I-26 lên đường quay trở về Nhật Bản, đi đến Yokosuka vào ngày 21 tháng 3, và I-26 bắt đầu được đại tu.

#### Chuyến tuần tra thứ hai
Nhằm chuẩn bị cho Chiến dịch quần đảo Aleut đổ bộ lên các đảo Attu và Kiska cùng một đợt cuộc không kích xuống Dutch Harbor, I-26 xuất phát từ Yokosuka vào ngày 16 tháng 5 cho chuyến tuần tra thứ hai nhằm trinh sát khu vực đảo Kodiak dọc bờ biển lãnh thổ Alaska và đánh phá tàu bè ngoài khơi Seattle. Lúc nó đang trên đường đi, I-26 được điều động sang Lực lượng phươg Bắc vào ngày 20 tháng 5. Chiếc tàu ngầm đã tiến hành trinh sát đảo Kodiak vào ngày 24 tháng 5, và các đảo Chirikof và Sitkanak vào ngày 26 tháng 5. Đến ngày 27 tháng 5, tàu ngầm chị em I-25 cho phóng chiếc thủy phi cơ Yokosuka E14Y1 nó mang theo để trinh sát trên không Dutch Harbor, trong khi I-26 không mang theo máy bay đã tuần tra gần đó và sẵn sàng thu hồi máy bay khi cần thiết. Hoàn thành việc trinh sát, I-26 di chuyển đến khu vực tuần tra được chỉ định ngoài khơi Seattle, đến nơi vào ngày 31 tháng 5.
Đến xế trưa ngày 7 tháng 6, ở vị trí cách 35 mi (56 km) về phía Tây Nam mũi Flattery, Washington, I-26 phóng ngư lôi tấn công chiếc tàu chở hàng SS Coast Trader (3.386 tấn) vốn đang vận chuyển 1.250 tấn giấy in báo từ Port Angeles, Washington đến San Francisco, California. Một quả ngư lôi đã trúng đích Coast Trader bên mạn phải khiến nó đắm trong vòng 40 phút tại tọa độ 48°19′B 125°40′T / 48,317°B 125,667°T, trở thành chiếc tàu buôn Hoa Kỳ đầu tiên bị đánh chìm ngoài khơi bờ biển trong Thế Chiến II. Một thủy thủ đã từ trần trên biển trước khi những người khác sống sót được tàu corvette Canada HMCS Edmundston cùng tàu đánh cá Virginia I cứu vớt. Miễn cưỡng không muốn thừa nhận sự hoạt động của tàu ngầm Nhật Bản dọc bờ Tây Hoa Kỳ vào một giai đoạn mà tàu ngầm U-boat đang gây ra tổn thất tàu buôn vô cùng to lớn tại khu vực Đại Tây Dương, một ủy ban điều tra của Hải quân Hoa Kỳ quy kết sự kiện Coast Trader bị đắm là do "một vụ nổ bên trong tàu."
Đến chiều tối ngày 20 tháng 6, I-26 trồi lên mặt nước ở vị trí cách 5 mi (8,0 km) ngoài khơi bờ biển đảo Vancouver, tại British Columbia, Canada, và đến 22 giờ 17 phút đã nả pháo 14-cm tấn công trạm định vị vô tuyến Estevan Point tại bán đảo Hesquiat, trở thành vụ tấn công lãnh thổ Canada đầu tiên kể từ năm 1870. Mười bảy quả đạn pháo đã được I-26 bắn ra nhưng không trúng đích hải đăng Estevan Point, trước khi chiếc tàu ngầm rút lui ra phía biển rồi đi lên phía Bắc hướng đến eo biển Unimak thuộc quần đảo Aleut. Năm tàu chiến Canada cùng một thủy phi cơ Supermarine Stranraer của Không quân Hoàng gia Canada đã được tung ra để truy tìm chiếc tàu ngầm, nhưng không phát hiện được I-26.
I-26 rời khu vực tuần tra vào ngày 30 tháng 6 khi được lệnh điều sang Lực lượng Tiền phương, và về đến Yokosuka vào ngày 7 tháng 7. Đang khi chiếc tàu ngầm ở lại Nhật Bản, Đội tàu ngầm 4 được giải thể vào ngày 10 tháng 8, và I-26 được điều sang Đội tàu ngầm 2 trực thuộc Hải đội Tàu ngầm 1, trong thành phần Đệ Lục hạm đội.

#### Chuyến tuần tra thứ ba - Chiến dịch Guadalcanal
Trong khi I-26 đang được đại tu, Chiến dịch Guadalcanal bắt đầu vào ngày 7 tháng 8, khi lực lượng Thủy quân Lục chiến Hoa Kỳ đổ bộ lên Guadalcanal, Tulagi, đảo Florida, Gavutu và Tanambogo ở phía Đông Nam quần đảo Solomon. Để đối phó, một lực lượng hải quân Nhật Bản được tập trung tại căn cứ Truk thuộc quần đảo Caroline từ ngày 14 tháng 8 với nhiệm vụ tiêu diệt lực lượng hải quân đối phương và chiếm lại Guadalcanal. I-26 khởi hành từ Yokosuka vào ngày 15 tháng 8 để cùng các tàu ngầm I-9, I-15, I-17 và I-19 hướng sang Truk, đến nơi vào ngày 21 tháng 8.
I-26 xuất phát từ Truk hai ngày sau đó để hình thành nên tuyến tuần tra về phía Đông Nam quần đảo Solomon, nơi nó chỉ trồi lên hoạt động trên mặt nước vào ban đêm. Khi Trận Đông Solomon diễn ra vào các ngày 24 và 25 tháng 8, nó đã nhiều lần phát hiện lực lượng đặc nhiệm tàu sân bay đối phương, nhưng không thể đi đến vị trí tấn công. Chiếc tàu ngầm đang ở trên mặt nước để nạp điện lại ắc-quy ở vị trí về phía Tây Bắc Espiritu Santo thuộc quần đảo New Hebrides sau nữa đêm ngày 31 tháng 8, khi nó phát hiện lực lượng đặc nhiệm Hoa Kỳ. Chiếc tàu ngầm lặn xuống độ sâu 265 ft (81 m), nhưng cùng lúc đó thiết giáp hạm USS North Carolina cũng phát hiện ra I-26 qua radar lúc 03 giờ 30 phút, nên tàu khu trục USS Farragut được cho tách ra để truy tìm chiếc tàu ngầm, nhưng nó mất dấu mục tiêu. Khoảng ba giờ sau đó, I-26 trồi lên mặt nước nhưng không trông thấy mục tiêu.
Khi I-26 sắp lên đường quay trở lại khu vực tuần tra cách 140 nmi (260 km) về phía Đông đảo San Cristóbal, ở phía Đông Nam quần đảo Solomon, một trinh sát viên phát hiện một tàu lớn ở khoảng cách 25.200 yd (23,0 km). Hạm trưởng I-26 nhận diện đối tượng là một tàu sân bay lớp Lexington nên lặn xuống độ sâu kính tiềm vọng để tiếp cận mục tiêu, nhưng nó chỉ đi được dưới nước với tốc độ 4 kn (7,4 km/h) nên khó có thể rút ngắn khoảng cách. Lực lượng đặc nhiệm Hoa Kỳ bất ngờ đổi hướng, khiến tàu sân bay USS Saratoga đi đến gần chiếc tàu ngầm, và I-26 chuẩn bị phóng ngư lôi nhắm vào mạn phải Saratoga từ khoảng cách 1.100 yd (1.000 m). Tuy nhiên I-26 gặp trục trặc ống phóng nên cuộc tấn công thất bại.
Đến 07 giờ 46 phút, I-26 quay trở lên độ sâu kính tiềm vọng và phát hiện nó đang đi song song với tàu khu trục USS MacDonough. Nó phóng một loạt sáu quả ngư lôi tấn công Saratoga trước khi lặn xuống độ sâu 330 ft (100 m). Saratoga mở hết tốc độ và bẻ lái hết mức, né tránh tránh được bốn quả ngư lôi cùng một quả khác chệch hướng do trục trặc, nhưng quả thứ sáu đã đánh trúng mạn phải chiếc tàu sân bay, tại tọa độ 10°34′N 164°18′Đ / 10,567°N 164,3°Đ lúc 07 giờ 48 phút. Quả ngư lôi đánh trúng phòng nồi hơi của Saratoga chỉ gây ngập nước và không có tổn thất nhân mạng, nhưng gây chập điện hệ thống động cơ turbine-điện khiến nó chết đứng giữa biển. Máy bay của nó buộc phải chuyển đến sân bay Henderson và con tàu được kéo về Tongatabu, Fiji, và sau đó đến Trân Châu Cảng để sửa chữa. Trong khi đó, các tàu khu trục MacDonough và USS Phelps dò được tín hiệu sonar nên đã phản công I-26 bằng mìn sâu. Khi MacDonough và Phelps bỏ đi, tàu khu trục USS Monssen ở lại hiện trường tiếp tục tấn công bằng mìn sâu. Ba tàu khu trục Hoa Kỳ tự nhận đã đánh chìm tàu ngầm đối phương, nhưng I-26 đã chạy thoát.
Đến 09 giờ 30 phút ngày 13 tháng 9, một thủy phi cơ trinh sát Kawanishi H8K phát hiện lực lượng đặc nhiệm Hoa Kỳ 345 nmi (639 km) về phía Đông Nam Tulagi, nên I-26 cùng với các tàu ngầm I-9, I-15, I-17, I-21, I-24, I-31 và I-33 được lệnh hình thành một tuyến tuần tra để ngăn chặn. Sang ngày 15 tháng 9, nó được điều sang Đơn vị Canh phòng 2, rồi đến ngày 25 tháng 9 đã kết thúc chuyến tuần tra và quay trở về Truk, nơi nó được đại tu.
Vào ngày 5 tháng 10, I-26 khởi hành từ Truk để cùng các tàu ngầm I-15 và I-19 làm nhiệm vụ nạp điện ắc-quy cho các tàu ngầm bỏ túi được tàu chở thủy phi cơ Chiyoda vận chuyển ngoài khơi mũi Esperance ở phía cực Tây Bắc Guadalcanal. Vào ngày 11 tháng 10, I-26 đang đi trên mặt nước ở vị trí về phía Tây Nam Guadalcanal lúc 22 giờ 26 phút khi nó phát hiện một tàu tuần dương Hoa Kỳ đang hướng lên phía Bắc. Nó lặn xuống để tìm cách tấn công, nhưng không thể đi đến vị trí thích hợp. Nó trồi lên mặt nước lúc 23 giờ 41 phút để gửi báo cáo về căn cứ Truk, nhưng sự trì hoãn trong quá trình mã hóa khiến cho cảnh báo của I-26 không thể đến kịp Chuẩn đô đốc Aritomo Gotō, vốn đang dẫn một lực lượng ba tàu tuần dương hạng nặng và hai tàu khu trục đi đến bắn phá sân bay Henderson. Trong Trận chiến mũi Esperance diễn ra vào đêm hôm đó, phía Nhật Bản bị mất tàu tuần dương Furutaka và tàu khu trục Fubuki, còn tàu tuần dương Aoba bị hư hại nặng.
I-26 đi đến đá Indispensable ở phía Nam San Cristóbal vào ngày 18 tháng 10 để thay phiên cho chiếc I-15 đang làm nhiệm vụ tiếp nhiên liệu cho thủy phi cơ tại đây. Hai thủy phi cơ Aichi E13A1 đi đến nơi vào sáng hôm đó; và sau khi một chiếc E13A1 đã được tiếp nhiên liệu và bay đi, một máy bay tuần tra đối phương xuất hiện, buộc chiếc E13A1 còn lại phải cất cánh ngay lập tức. Khi lặn xuống ẩn nấp, I-26 va phải đá ngầm dưới đáy biển, làm hư hại ba ống phóng ngư lôi, nhưng nó vẫn tiếp tục làm nhiệm vụ tại khu vực đá Indispensable. Đến sáng sớm ngày 22 tháng 10, nó lại tiếp nhiên liệu cho ba chiếc E13A1, và một chiếc trong số này sau đó đã phát hiện thiết giáp hạm North Carolina. Sang ngày hôm sau 23 tháng 10, nó tiếp nhiên liệu cho một chiếc E13A1, mà sau đó đã phát hiện một đoàn tàu vận tải đối phương. Một máy bay ném bom B-17 Flying Fortress Không lực Hoa Kỳ đã bay bên trên bãi đá ngầm vào ngày 25 tháng 10, khiến I-26 không thể hoạt động tiếp nhiên liệu trong ngày hôm đó. Sang ngày hôm sau 26 tháng 10, nhiệm vụ này được chiếc I-122 thay phiên, và I-26 rời khu vực để quay về căn cứ Rabaul trên đảo New Britain thuộc quần đảo Bismarck, đến nơi vào cuối tháng 10.

#### Chuyến tuần tra thứ tư
Vào tháng 11, I-26 khởi hành từ Rabaul để đi đến khu vực neo đậu tại quần đảo Shortland, rồi xuất phát từ đây cho chuyến tuần tra thứ tư để hoạt động tại khu vực giữa Guadalcanal và San Cristóbal. Vào sáng sớm ngày 13 tháng 11, các lực lượng hải quân Nhật Bản và Hoa Kỳ đã đụng độ với nhau trong khuôn khổ trận Hải chiến Guadalcanal tại eo biển Ironbottom về phía Bắc Guadalcanal. Sau cuộc chạm trán giữa các hạm tàu nổi, I-26 bắt gặp các tàu chiến Hoa Kỳ đang rút lui, và nhìn thấy tàu tuần dương hạng nặng USS San Francisco lúc 11 giờ 01 phút ngày 13 tháng 11. Nó phóng một loạt ba quả ngư lôi từ các ống phóng không bị hư hại tấn công San Francisco, nhưng bị trượt khỏi mục tiêu dự định. Một quả sượt ngang qua tàu tuần dương hạng nhẹ USS Helena và một quả khác đánh trúng tàu tuần dương hạng nhẹ USS Juneau vốn đã bị hư hại nặng. Quả ngư lôi đánh trúng hầm đạn của Juneau, khiến chiếc tàu tuần dương vỡ làm đôi và đắm chỉ trong vòng 20 giây tại tọa độ 10°33′N 161°03′Đ / 10,55°N 161,05°Đ, và chỉ có 115 người sống sót trong tổng số 600 thành viên thủy thủ đoàn. Khi hoạt động tìm kiếm và giải cứu tiến hành tám ngày sau đó, người ta chỉ tìm thấy mười người sống sót.
Đến ngày 14 tháng 11, I-26 phát hiện hai tàu khu trục, nhưng sự xuất hiện của máy bay tuần tra đối phương lúc 06 giờ 54 khiến nó không thể tiếp tục truy đuổi. Trong ngày hôm đó nó lại bị một tàu khu trục Hoa Kỳ, có thể là chiếc USS Fletcher truy lùng, nhưng đã thoát được. Chiếc tàu ngầm kết thúc chuyến tuần tra và quay trờ về Truk vào ngày 29 hoặc 30 tháng 11. Sự việc I-26 đánh chìm Juneau không được Hải quân Nhật Bản công nhận vì họ không có thông tin về nhận dạng chiếc tàu tuần dương. Nó khởi hành từ Truk vào ngày 3 tháng 12 để quay trở về Nhật Bản, đi đến Yokosuka vào ngày 9 tháng 12, nơi nó được sửa chữa.

### 1943
Hoàn tất công việc trong xưởng tàu, I-26 lên đường vào ngày 15 tháng 1, 1943 để quay trở lại Truk, đến nơi vào ngày 20 tháng 1. Theo chỉ thị của Đô đốc Yamamoto Isoroku, Tổng tư lệnh Hạm đội Liên hợp, Phó đô đốc Teruhisa Komatsu, Tư lệnh Đệ Lục hạm đội, chỉ thị cho lực lượng tàu ngầm dưới quyền đảm trách việc vận chuyển tiếp liệu cho Tập đoàn quân 17 đang chiến đấu tại Guadalcanal. Vì vậy I-26 được trang bị để có thể vận chuyển một thùng tiếp liệu trên boong phía sau tàu. Nó được điều sang Lực lượng Tàu ngầm "B" vào ngày 23 tháng 1, rồi khởi hành từ Truk cho chuyến đi tiếp liệu đầu tiên sang Guadalcanal. Nó mang theo một thùng tiếp liệu Tokugata-Unkato, thực chất là một tàu ngầm bỏ túi lớp Type A Kō-hyōteki được cải biến để vận chuyển hàng hóa. Nó đi đến ngoài khơi mũi Esperance vào ngày 28 tháng 1, hướng đuôi tàu vào bờ, và sau khi phóng chiếc thùng tiếp liệu tự hành thành công, nó lặn xuống và rút lui ra khơi, né tránh được hai xuồng tuần tra đối phương nữa giờ sau đó.
I-26 đi đến vùng biển phía Bắc đảo Rennell, hỗ trợ cho hoạt động triệt thoái lực lượng Nhật Bản tại Guadalcanal trong khuôn khổ Chiến dịch Ke vào ngày 31 tháng 1. Vào ngày 2 tháng 2, nó cùng các tàu ngầm khác được lệnh đánh chặn một lực lượng đặc nhiệm tàu sân bay Hoa Kỳ, được cho là hiện diện cách 100 nmi (190 km) về phía Đông Nam đảo Rennell, tuy nhiên không tàu nào tìm thấy tàu sân bay đối phương, trừ I-26 phát hiện một tàu khu trục vào ngày 3 tháng 2. Đến ngày 8 tháng 2, máy bay Nhật Bản phát hiện lực lượng Đồng Minh ở vị trí 150 nmi (280 km) về phía Đông Nam đảo Rennell, nên I-26 cùng các tàu ngầm khác lại được lệnh đánh chặn. Chỉ có chiếc I-18 và một tàu ngầm khác tấn công lực lượng đặc nhiệm Hoa Kỳ, còn các tàu ngầm khác đã không bắt gặp mục tiêu, nên I-26 cùng những chiếc khác ngoại trừ I-11 và I-17 được lệnh rút lui về Truk. Phía Nhật Bản hoàn tất việc triệt thoái lực lượng còn lại khỏi Guadalcanal vào ngày 9 tháng 2, kết thúc một chiến dịch cam go kéo dài sáu tháng, và I-26 quay trở về Truk vào ngày 11 tháng 2.

#### Chuyến tuần tra thứ năm
Vào ngày 25 tháng 2, Đô đốc Yamamoto ra lệnh cho I-26 cùng với tàu ngầm I-6 hoạt động đánh phá tàu bè Đồng Minh ngoài khơi bờ biển phía Đông Australia tại khu vực Sydney, nên nó khởi hành từ Truk vào ngày 1 tháng 3 cho chuyến tuần tra thứ năm tại khu vực này. Trên đường đi nó đã chuyển hướng để tham gia cứu vớt những người sống sót sau trận chiến biển Bismarck diễn ra từ ngày 2 đến ngày 4 tháng 3, nơi tám tàu vận tải cùng bốn tàu khu trục hộ tống bị máy bay Không lực Hoa Kỳ và Không quân Hoàng gia Australia (RAAF) đánh chìm. I-26 đã cứu vớt 20 binh lính thuộc Sư đoàn 51 Lục quân trên một bè cứu sinh vào ngày 6 tháng 3 và đưa họ đến Lae, New Guinea vào ngày 7 tháng 3, rồi quay trở lại biển Bismarck. Nó tiếp tục cứu vớt thêm 54 binh lính trên một đảo san hô về phía Tây đảo Goodenough vào ngày 8 tháng 3, rồi đưa họ đến Lae vào ngày 9 tháng 3, trước khi tiếp tục hành trình sang khu vực tuần tra.
Vào ngày 28 tháng 3, một máy bay tuần tra Avro Anson thuộc Liên đội 71 RAAF phát hiện một tàu ngầm, có thể là I-26, đang đi trên mặt nước ngoài khơi Brisbane, Australia. Chiếc tàu ngầm chống trả bằng hỏa lực phòng không trước khi chiếc máy bay mất dấu mục tiêu. Đến ngày 11 tháng 4, trong biển Tasman ở vị trí 19 nmi (35 km) về phía Đông Nam mũi Howe, I-26 phóng ba quả ngư lôi tấn công Đoàn tàu QC 86. Một quả đã đánh trúng bên mạn phải tàu chở hàng Nam Tư SS Recina (4.732 tấn) vốn đang vận chuyển quặng sắt từ Whyalla, South Australia đến Newcastle, New South Wales, khiến nó đắm chỉ trong vòng một phút tại tọa độ 37°24′N 150°19′Đ / 37,4°N 150,317°Đ và khiến 32 thành viên thủy thủ đoàn thiệt mạng. Tàu sà lúp Australia HMAS Moresby đã phản công I-26 với bảy quả mìn sâu được thả xuống, và các tàu corvette HMAS Townsville và HMAS Bendigo cũng tham gia vào việc truy tìm tàu ngầm đối phương nhưng không có kết quả. Moresby đã cứu vớt mười người sống sót từ chiếc Recina.
Đến ngày 24 tháng 4, trong biển San hô ở vị trí 35 nmi (65 km) về phía Đông Bắc mũi Sandy ở phía cực Bắc đảo Fraser ngoài khơi bờ biển Queensland, Australia, I-26 đã phóng ba quả ngư lôi tấn công tàu buôn vũ trang Australia SS Kowarra (2.125 tấn) lúc 19 giờ 00. Một quả trúng đích đã khiến Kowarra, vốn đang trong hành trình từ Bowen, Queensland đến Brisbane, vỡ làm đội và đắm chỉ trong vòng 45 giây tại tọa độ 24°26′N 153°44′Đ / 24,433°N 153,733°Đ, và khiến 21 thành viên thủy thủ đoàn thiệt mạng. Tàu săn ngầm Hoa Kỳ USS SC-747 đã cứu vớt được 11 người sống sót. I-26 kết thúc chuyến tuần tra và quay trở về Truk vào ngày 10 tháng 5.

#### Chuyến tuần tra thứ sáu
I-26 khởi hành từ Truk vào ngày 14 tháng 6 cho chuyến tuần tra thứ sáu để đánh phá tàu bè Đồng Minh tại khu vực Fiji đồng thời đánh lạc hướng đối phương khỏi các khu vực hoạt động khác. Đang khi tiếp cận một đoàn tàu vận tải Đồng Minh ở vị trí 180 nmi (330 km) về phía Tây Nam Suva, Fiji vào ngày 25 tháng 6, một máy bay tuần tra Lockheed Hudson thuộc Liên đội 4 Không quân Hoàng gia New Zealand đã tấn công nó với bốn quả mìn sâu được thả xuống. Chiếc Hudson báo cáo trông thấy vệt dầu loang trên mặt biển ba phút sau đó, nhưng I-26 chỉ bị hư hại nhẹ và quay trở về Truk vào ngày 7 tháng 8.
I-26 rời Truk trong tháng 8 để quay trở về Nhật Bản, đi đến Yokosuka vào ngày 23 tháng 8, nơi nó được sửa chữa và đại tu. Thiếu tá Hải quân Toshio Kusaka nhậm chức Hạm trưởng I-26 vào ngày 18 tháng 9, rồi đến ngày 1 tháng 11 nó được điều động sang Hải đội Tàu ngầm 8 trực thuộc Đệ Lục hạm đội, đặt căn cứ tại Penang, Malaya thuộc Anh bị Nhật chiếm đóng. Chiếc tàu ngầm rời Yokosuka vào ngày 21 hoặc 22 tháng 11 để đi sang Penang, đến nơi vào đầu tháng 12.

#### Chuyến tuần tra thứ bảy
I-26 xuất phát từ Penang vào ngày 4 tháng 12 cho chuyến tuần tra thứ bảy với nhiệm vụ tiếp nhiên liệu cho các thủy phi cơ trinh sát, đổ bộ điệp viên lên Ấn Độ và đánh phá tàu bè trong Ấn Độ Dương. Nó đi đến quần đảo Maldives vào ngày 8 tháng 12, nơi hẹn gặp gỡ một thủy phi cơ Kawanishi H8K đang làm nhiệm vụ trinh sát các cảng Goa tại Ấn Độ thuộc Bồ Đào Nha và Cochin tại Ấn Độ thuộc Anh. Chiếc H8K bay đến nơi lúc 17 giờ 00 ngày 16 tháng 12, nhưng thời tiết trở xấu trong khi chiếc H8K được tiếp nhiên liệu, và khi nó cất cánh vào lúc chiều tối, biển động làm hỏng một bên phao nổi khiến chiếc H8K rơi xuống biển. I-26 đã cứu toàn bộ 10 thành viên đội bay rồi đánh đắm chiếc máy bay bằng pháo 25-mm.
I-26 hướng sang vùng biển Ả Rập, và đến ngày 21 tháng 12 đã cho đổ bộ mười gián điệp là thành viên tổ chức Chính phủ lâm thời Ấn Độ Tự do (Azad Hind) lên bờ biển Ấn Độ gần Karachi nhằm tổ chức các cuộc nổi dậy chống thực dân Anh. Sau đó chiếc tàu ngầm chuyển sang hoạt động đánh phá tàu bè, và đến ngày 28 tháng 12 đã phóng ba quả ngư lôi tấn công tàu Liberty Hoa Kỳ SS Robert F. Hoke (7.176 tấn) vốn đang trong hành trình từ Abadan, Iran đến Mombasa, Đông Phi thuộc Anh. Một quả ngư lôi đã đánh trúng Robert F. Hoke tại tọa độ 20°05′B 059°25′Đ / 20,083°B 59,417°Đ, nhưng chiếc tàu Liberty tiếp tục nổi được, và được kéo đến Aden và sau đó đến Suez, Ai Cập. Tuy nhiên Robert F. Hoke bị xem là một tổn thất toàn bộ. Đến ngày 31 tháng 12, trong biển Ả Rập ngoài khơi Karachi, tại tọa độ 19°45′B 059°10′Đ / 19,75°B 59,167°Đ, I-26 phóng ba quả ngư lôi tấn công tàu chở dầu Anh MV Tornus (8.054 tấn). Một quả trúng đích khiến Tornus bị nghiêng sang mạn trái, nhưng thủy thủ đoàn đã cho ngập nước đối xứng để cân bằng tàu, và khi I-26 phóng tiếp hai quả ngư lôi nữa nó vẫn không thể đánh chìm chiếc tàu chở dầu Anh.
Trong biển Ả Rập phía ngoài vịnh Oman vào ngày 2 tháng 1, 1944, I-26 đã phóng ngư lôi tấn công tàu Liberty SS Albert Gallatin (7.176 tấn), nhưng phần lớn trong số bốn quả ngư lôi phóng ra đã trượt mục tiêu. Sau đó chiếc tàu ngầm trồi lên mặt nước để tiếp tục tấn công bằng hải pháo 14-cm. Khi Albert Gallatin sắp chìm, một máy bay ném bom Bristol Blenheim Không quân Hoàng gia Anh bay đến và ném bốn quả bom, khiến I-26 bị hư hại nhẹ. Albert Gallatin cuối cùng đắm ở vị trí 60 nmi (110 km) ngoài khơi bờ biển bán đảo Ả Rập, tại tọa độ 21°21′B 059°58′Đ / 21,35°B 59,967°Đ. I-26 kết thúc chuyến tuần tra và quay trở về Singapore vào ngày 15 tháng 1, nơi nó được sửa chữa.

### 1944

#### Chuyến tuần tra thứ tám
Sau khi hoàn tất việc sửa chữa, I-26 quay trở lại Penang vào ngày 20 tháng 2, rồi khởi hành vào ngày 27 tháng 2 cho chuyến tuần tra thứ tám. Sau khi cho đổ bộ mười gián điệp Azad Hind lên bờ biển Ấn Độ gần Karachi vào đầu tháng 3, nó chuyển sang hoạt động đánh phá tàu bè trong biển Ả Rập. Vào ngày 16 tháng 3, trong biển Ả Rập ở vị trí 330 nmi (610 km) về phía Tây Nam Karachi, nó phóng ngư lôi tấn công tàu chở dầu Hoa Kỳ SS H. D. Collier (8.298 tấn) đang vận chuyển 103.000 bbl (16.400 m3) dầu hỏa từ Iran đến Bombay, khiến mục tiêu bốc cháy. Thủy thủ đoàn bỏ tàu, và H. D. Collier đắm tại tọa độ 21°30′B 066°11′Đ / 21,5°B 66,183°Đ.
Đến ngày 21 tháng 3, trong biển Ả Rập ở vị trí 30 nmi (56 km) ngoài khơi Muscat và Oman, I-26 lại phóng ngư lôi tấn công tàu chở dầu Na Uy MV Grena đang trong hành trình từ Aden đến Abadan, Iran. Grena vỡ làm đôi và đắm tại tọa độ 20°48′B 059°38′Đ / 20,8°B 59,633°Đ, khiến bảy người trong số 42 thành viên thủy thủ đoàn thiệt mạng. Chiếc tàu ngầm đã trồi lên mặt nước để bắn vào những người sống sót, nhưng không gây thêm tổn thất.
Vào ngày 29 tháng 3, I-26 phóng ngư lôi tấn công tàu Liberty vũ trang Hoa Kỳ SS Richard Hovey (7.176 tấn), vốn đã rời Bombay từ ngày 27 tháng 3 để đi sang Aden với 71 người trên tàu và 3.600 tấn hàng hóa. Thủy thủ của Richard Hovey phát hiện các quả ngư lôi lúc 16 giờ 20 phút nên nó cơ động đổi hướng, né tránh được ít nhất một quả, nhưng hai quả khác đã đánh trúng khoang chở hàng và phòng động cơ. Bị hư hại đáng kể, thủy thủ của Richard Hovey bắt đầu bỏ tàu lúc 16 giờ 40 phút, nhưng các pháo thủ vẫn túc trực bên các khẩu pháo. Đến 17 giờ 00, I-26 đánh trúng thêm một quả ngư lôi, nên các pháo thủ buộc phải bỏ tàu. Ngoại trừ ba thủy thủ mất tích được xem là đã thiệt mạng, những người sống sót được đưa lên ba xuồng và hai phao cứu sinh.
I-26 trồi lên mặt nước cách Richard Hovey 500 yd (460 m) để tiếp tục bắn hải pháo 14-cm vào mục tiêu trong suốt 12 phút, cho đến khi chiếc Liberty bốc cháy suốt từ mũi đến đuôi tàu. Chiếc tàu ngầm sau đó chuyển sang tấn công các xuồng cứu sinh, thoạt tiên bằng pháo 14-cm nhưng không hiệu quả, nên chuyển sang pháo phòng không 25-mm, súng máy và sùng trường từ khoảng cách 100 yd (91 m). I-26 sau đó húc vào một xuồng cứu sinh, khiến chiếc xuồng lật úp, trước khi ngừng bắn và yêu cầu hạm trưởng của Richard Hovey trình diện, sau đó nó cặp bên mạn xuồng cứu sinh số 4 và bắt giữ bốn người như tù binh chiến tranh, bao gồm hạm trưởng của Richard Hovey. I-26 rời khu vực kéo theo chiếc xuồng số 4, để lại hiện trường một xuồng và một bè cứu sinh, cùng với chiếc xuồng đã bị đánh lật úp. Bốn người bị I-26 bắt giữ đã sống sót qua chiến tranh và được phóng thích khi xung đột chấm dứt. Richard Hovey đắm vào một lúc nào đó trong sáng sớm ngày 30 tháng 3, tại tọa độ 16°40′B 064°30′Đ / 16,667°B 64,5°Đ.
Trong số những người sống sót của Richard Hovey, có thể không có ai hoặc bốn người đã thiệt mạng khi bị I-26 xả súng tấn công. Họ lật lại được chiếc xuồng bị lật úp và trèo lên, và sau đó hai chiếc xuồng tách ra nên có số phận khác nhau. Một chiếc với 25 người được tàu Liberty Anh SS Samcalia cứu vớt vào ngày 1 tháng 4, và đưa đến Karachi vào ngày 4 tháng 4. Một người trong số 39 người trên chiếc xuồng còn lại từ trần vào ngày 10 tháng 4, nhưng những người khác được tàu Liberty Anh SS Samuta cứu vớt vào ngày 14 tháng 4, và đưa đến Cochin, Ấn Độ vào ngày 16 tháng 4.
I-26 kết thúc chuyến tuần tra và quay trở về Penang vào ngày 18 hoặc 25 tháng 4. Vào ngày 20 tháng 4, I-26 được điều động vể Lực lượng Tiền phương. Nó khởi hành từ Penang vào ngày 3 tháng 5 để quay trở về Nhật Bản, và đi đến Kure, Hiroshima vào ngày 15 tháng 5, nơi nó được đại tu và sửa chữa. Đến ngày 20 tháng 6, chiếc tàu ngầm lại được phân về Đội tàu ngầm 15 trực thuộc Đệ Lục hạm đội.

#### Chiến dịch quần đảo Mariana
Trong khi I-26 còn đang được sửa chữa tại Nhật Bản, Chiến dịch quần đảo Mariana bắt đầu khi lực lượng Thủy quân Lục chiến Hoa Kỳ đổ bộ lên đảo Saipan thuộc quần đảo Mariana vào ngày 15 tháng 6. Để đối phó, I-26 đã lên đường từ Kure vào ngày 27 tháng 6 để hướng sang khu vực Saipan, mang theo một sà lan Unpoto, một kiểu bè trượt dài 70 ft (21 m) có khả năng chở 15 tấn hàng hóa, thường được bố trí ba khẩu lựu pháo Type 96 15 cm cùng đạn dược kèm theo. Trên đường đi nó được lệnh chuyển hướng sang Guam vào ngày 5 tháng 7, nhưng phía Hoa Kỳ đã bắt đầu bắn phá hòn đảo này từ ngày 8 tháng 7, chuẩn bị cho cuộc đổ bộ. Khi chiếc tàu ngầm đi đến Guam vào ngày 9 tháng 7, hòn đảo đã bị tàu chiến Hoa Kỳ phong tỏa. Nó bị mắc cạn nhưng thoát ra được, và xoay sở tiến vào được Apra Harbor vào chiều tối hôm đó. Sau khi chuyển giao sà lan Unpoto, nó đón lên tàu 120 phi công Nhật Bản rồi lên đường quay trở về Nhật Bản, đi đến Yokosuka vào ngày 22 tháng 7, nơi nó được sửa chữa và đại tu. Sau khi hoàn tất, chiếc tàu ngầm chuyển đến căn cứ Kure.

#### Chuyến tuần tra thứ chín
Vào ngày 13 tháng 10, Tổng tư lệnh mới của Hạm đội Liên hợp, Đô đốc Soemu Toyoda, ra lệnh tiến hành kế hoạch Sho-1-Go nhằm phòng thủ quần đảo Philippine, nên I-26 cùng với tàu ngầm I-45 khởi hành từ Kure cùng vào ngày hôm đó cho chuyến tuần tra thứ chín tại khu vực quần đảo Philippine. Các tàu ngầm I-26, I-45, I-53, I-54 và I-55 được phân về Nhóm A dưới sự chỉ huy trực tiếp của Tư lệnh Đệ Lục hạm đội, Phó đô đốc Shigeyoshi Miwa, với nhiệm vụ đánh chặn Lực lượng Đặc nhiệm 38 Hoa Kỳ.
Vào ngày 18 tháng 10, I-26 báo cáo nhiều lần phát hiện máy bay đối phương ở vị trí cách Manila 520 nmi (960 km). Trận Leyte bắt đầu vào ngày 20 tháng 10, khi binh lính Lục quân Hoa Kỳ đổ bộ lên đảo Leyte, Philippines. Khi trận Hải chiến vịnh Leyte bắt đầu vào ngày 24 tháng 10, I-26 được lệnh tuần tra tại khu vực phía Đông Nam vịnh Leyte, và khi trận chiến ngoài khơi Samar lên đến cao điểm trong ngày hôm sau 25 tháng 10, I-26 báo cáo trông thấy bốn tàu sân bay Hoa Kỳ ngoài khơi Leyte, sau đó nó hoàn toàn mất liên lạc với căn cứ.

#### Bị mất
Nguyên nhân khiến I-26 bị mất vẫn còn là một bị ẩn. Một số sử gia cho rằng chiếc tàu ngầm bị mất do tai nạn khi lặn. Những người khác tin rằng I-26 bị đánh chìm khi nó tìm cách tấn công tàu sân bay hộ tống USS Petrof Bay trong đêm 25-26 tháng 10, sau trận chiến ngoài khơi Samar. Các tàu hộ tống khu trục USS Coolbaugh và USS Richard M. Rowell, trong thành phần hộ tống cho Petrof Bay, đã tấn công một mục tiêu bằng các loạt súng cối chống ngầm Hedgehog vào sáng sớm ngày 26 tháng 10, đặc biệt là bởi Richard M. Rowell, và có thể đã đánh chìm I-26 tại tọa độ 09°45′B 126°45′Đ / 9,75°B 126,75°Đ.
Vào ngày 27 tháng 10, I-26 được lệnh di chuyển đến khu vực phía Đông vịnh Lamon, nhưng nó đã không hồi đáp. Khi Bộ tư lệnh Đệ Lục hạm đội ra mệnh lệnh vào ngày 7 tháng 11 triệu hồi mọi tàu ngầm tại khu vực Leyte trở về căn cứ, I-26 cũng đã không trả lời. Đến ngày 21 tháng 11, Hải quân Nhật Bản công bố I-26 có thể đã bị mất tại khu vực Leyte với tổn thất toàn bộ 105 thành viên thủy thủ đoàn. Tên nó được rút khỏi đăng bạ hải quân vào ngày 10 tháng 3, 1945.